# Cajolá
Cajolá är en kommunhuvudort i Guatemala.   Den ligger i departementet Departamento de Quetzaltenango, i den västra delen av landet, 120 km väster om huvudstaden Guatemala City. Cajolá ligger 2 492 meter över havet och antalet invånare är 2 927.
Terrängen runt Cajolá är huvudsakligen kuperad. Cajolá ligger nere i en dal. Runt Cajolá är det tätbefolkat, med 849 invånare per kvadratkilometer. Närmaste större samhälle är Quetzaltenango, 14,0 km sydost om Cajolá. I omgivningarna runt Cajolá växer huvudsakligen savannskog.